# Johannes Coccejus
Johannes Coccejus vagy Johannes Cocceius, német nevén Hans Koch (Bréma, 1603. augusztus 9. – Leiden, 1669. november 5.) német születésű holland református teológus, hebraista, a szövetségi teológia jelentős képviselője.

## Életútja
1630-tól Brémában, 1636-tól a franekeri, 1650-től a leideni egyetemen volt tanár. A franekeri egyetemen hebraisztikai tanítványai közé tartozott a magyar Apáczai Csere János.

## Munkássága
Nevéhez fűződik a kálvini alapokról kiinduló teológiai irányzat, a coccejanizmus kidolgozása, amelynek tanai Magyarországon is elterjedtek. Alapvetése az volt, hogy a teológia nem maradhat többé spekulatív, csak az értelmet foglalkoztató tudomány, hanem gyakorlati alapon kell meghatározni céljait, a kegyességhez és a hívő élethez vezető utat kell megmutatnia. Mindezt egyetlen forrás, a Szentírás figyelembevételével akarta elérni, a kor reformátussága ugyanis hittétel-interpretációiban egyre gyakrabban hivatkozott vissza zsinati döntésekre, gyakorlatilag ellehetetlenítve az egyetlen, igaz forráshoz való visszanyúlást Coccejus több, haladó szemléletű kortársához hasonlóan úgy vélte, az Isten és az ember viszonyának alapja a szövetség (szövetségi teológia), amit azonban kétoldalú szövetséggé kell nemesíteni: nem elég az embernek csupán azt elfogadnia, hogy a szövetség keretében kap az Istentől, neki is el kell magát köteleznie Isten szolgálatában. Ádám a bűnbeeséssel elbukta az eredeti szövetséget, utódja, az ember azonban elnyerheti a második, ún. kegyelmi szövetséget, ha megtér Istenéhez.
Gisbertus Voetius vezetésével a hollandiai református ortodoxia szembeszállt Coccejus nézeteivel, különösen miután a német teológus a terjedő kartezianizmus filozófiájának egyes elemeit is nézetei szolgálatába állította. Tanai különösen népszerűek voltak a Hollandiában tanuló református magyar diákok körében, Coccejus hazai követői közé tartozott Csengeri István, Dézsi Márton, Pataki István, Szilágyi Tönkő Márton, Debreceni Ember Pál, Szathmárnémethi Sámuel és mások. Ugyanakkor magyarországi követőinek is heves vitákban kellett megküzdeniük a coccejanizmust mereven ellenző körökkel (Eszéki István, Martonfalvi Tóth György, Tofeus Mihály, Pósaházi János és mások). A 18. század végére azonban a magyarországi protestánsok körében is általánosan elfogadottá váltak Coccejus tanai.

### Művei
- Lexicon et commentarius sermonis Hebraici et Chaldici (’A héber és káld nyelv lexikona és magyarázata’), 1669